# Fred Lawrence Whipple
| Asteroides descubiertos: 1 | Asteroides descubiertos: 1 |
| -------------------------- | -------------------------- |
| (1252) Celestia            | 19 de febrero de 1933      |

Fred Lawrence Whipple (5 de noviembre de 1906-30 de agosto de 2004) fue un astrónomo estadounidense, quien propuso el modelo de la “bola de nieve sucia” para los cometas, y cuya contribución al conocimiento de los cuerpos menores del Sistema Solar (cometas, asteroides y meteoroides) fue muy notable.

## Semblanza
Nacido en Red Oak (Iowa), Whipple estudió en la Universidad de California, donde se graduó en 1927 y finalizó su doctorado en 1931. Desarrolló toda su carrera docente en la Universidad de Harvard y, desde 1955 hasta 1973, fue director del Observatorio Astrofísico Smithsonian.
En 1950 propuso que los núcleos de los cometas consistían en una mezcla de hielo, óxidos de carbono congelados, metano y amoníaco, formando un conglomerado, donde el cemento de unión estaba constituido por silicatos o rocas vulgares. Este modelo, conocido como modelo de la “bola de nieve sucia”, explica por qué los cometas solo forman sus colas características al aproximarse al Sol, ya que el viento solar produce la vaporización de sus componentes volátiles. De entre sus numerosos trabajos y publicaciones cabe destacar: Tierra, Luna y planetas (1968) y Orbitando alrededor del Sol: planetas y satélites del Sistema Solar (1981).
En 1945 inventó el denominado escudo Whipple, un revestimiento de aluminio ideado para proteger a los satélites y a las naves espaciales de las partículas de alta velocidad. El escudo hace explotar las partículas que chocan contra él, vaporizándolas y evitando que causen daños en las aeronaves.

## Premios
- Medalla J. Lawrence Smith en 1945.
- Medalla Bruce en 1986.

## Eponimia
- El cráter lunar Whipple lleva este nombre en su memoria.[4]
- El asteroide (1940) Whipple también conmemora su nombre.[5]
- El Observatorio Fred Lawrence Whipple igualmente lleva su nombre.[6]